# خوشاب (كوهباية)
خوشاب (بالفارسية: خوشاب) هي قرية تقع في إيران في قسم كوهبایة الريفي. يقدر عدد سكانها بـ 189 نسمة بحسب إحصاء 2016.